# 国道421号

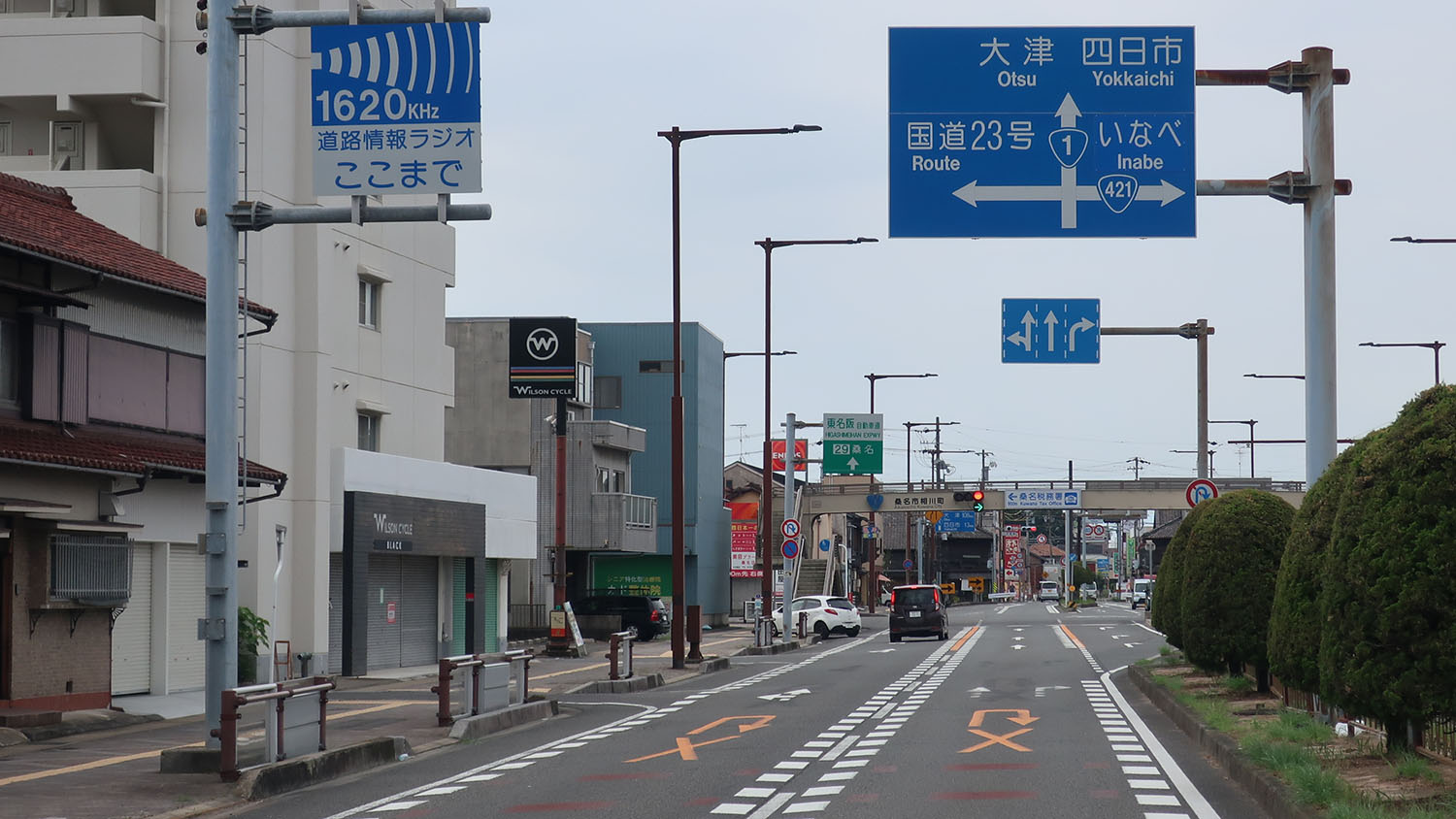
国道421号 起点
三重県桑名市 浅川交差点

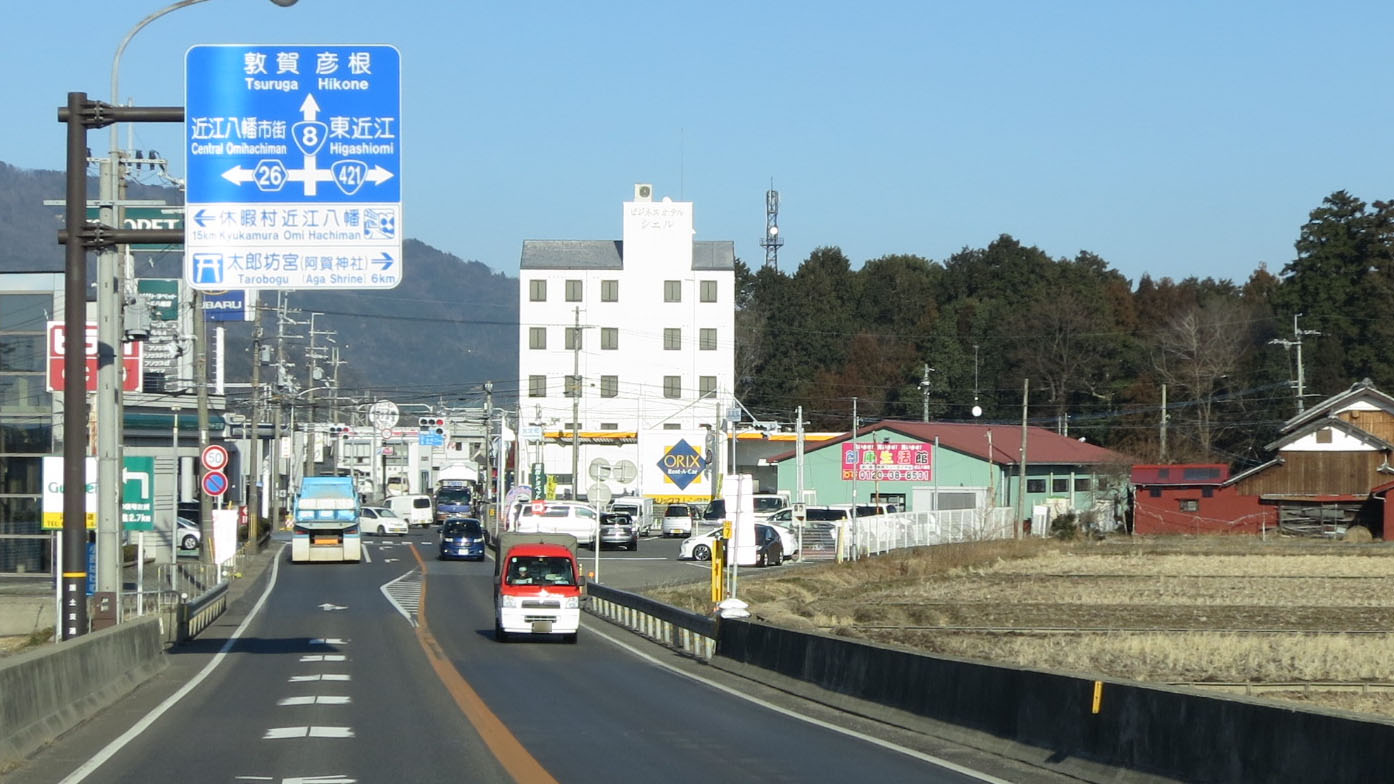
国道421号 終点
滋賀県近江八幡市 友定町交差点

国道421号（こくどう421ごう）は、三重県桑名市から滋賀県近江八幡市に至る一般国道である。

## 概要

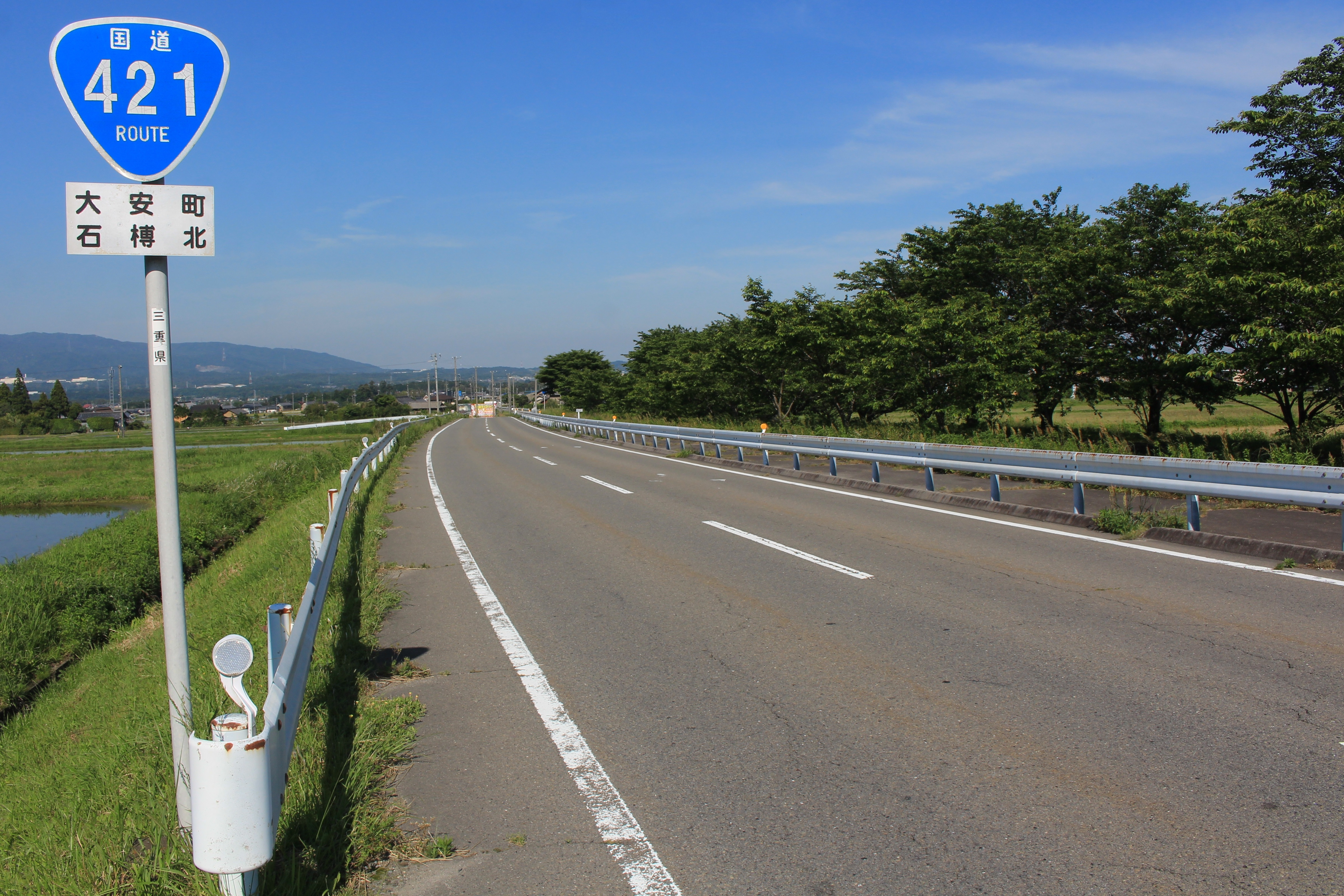
国道421号
三重県いなべ市大安町石榑北

鈴鹿山脈を越える国道で「八風街道」とも呼ばれる。国道306号の鞍掛峠とともに三重・滋賀の両県を結ぶ道路で、さらに京都と中京を結ぶ近道としての役割もある。三重県いなべ市の宇賀渓や滋賀県東近江市の愛知川渓谷などの景勝地付近を通過し、紅葉の名所として知られる永源寺も近い。かつては石榑峠（いしぐれとうげ）を経由していたが、この区間をトンネルでバイパスする「石榑峠道路」が2011年（平成23年）3月26日に開通した。2013年（平成25年）現在、東近江市永源寺政所町から相谷町までの区間については線形不良と幅員狭小を解消する目的で、2車線道路が延長5.6 kmにわたり、佐目バイパスとして整備が進められている。

### 路線データ
一般国道の路線を指定する政令に基づく起終点および重要な経過地は次のとおり。
- 起点：桑名市（浅川交差点 = 国道1号交点、三重県道401号桑名四日市線起点）
- 終点：近江八幡市（友定町交差点 = 国道8号交点、滋賀県道26号大津守山近江八幡線終点）
- 重要な経過地：三重県員弁郡大安町[注釈 2]、八日市市[注釈 3]
- 総延長 : 66.1 km（三重県 27.4 km、滋賀県 38.7 km）重用延長を含む。[5][注釈 4]
- 重用延長 : 1.0 km（三重県 0.9 km、滋賀県 0.1 km）[5][注釈 4]
- 未供用延長 : なし[5][注釈 4]
- 実延長 : 65.2 km（三重県 26.6 km、滋賀県 38.6 km）[5][注釈 4]
  - 現道 : 59.0 km（三重県 26.6 km、滋賀県 32.5 km）[5][注釈 4]
  - 旧道 : 3.3 km（三重県 - km、滋賀県 3.3 km）[5][注釈 4]
  - 新道 : 2.8 km（三重県 - km、滋賀県 2.8 km）[5][注釈 4]
- 指定区間：国道258号と重複する区間（三重県桑名市・上野交差点 - 西別所IC）[6]

## 歴史
八風街道は明治末期から産業上で重視されるようになった。1912年（明治45年）に三重県知事の久保田政周が視察し、1920年（大正9年）4月には県道四日市八日市線として県道に認定された。1934年（昭和9年）から八風街道を県道から国道に昇格させて改修させる動きが積極的になり、1939年（昭和14年）11月に行われた実地踏査では八風峠より石榑峠に路線を開設するのが望ましいと見解が下されている。
1954年（昭和29年）に主要地方道近江八幡員弁線が指定された。県道番号は、滋賀県側は2号（1960年から320号へ改番）、三重県側は4号（1965年から3号へ改番）だった。
石榑峠が江勢道路として1970年（昭和45年）7月に開設された当時は周辺の区間は林野庁の所轄であったが、1975年（昭和50年）4月に町道に、同年12月には三重県道3号・滋賀県道320号近江八幡員弁線に認定された経緯を持つ。江勢道路の県道移管が国道421号誕生への後押しとなり、1976年（昭和51年）2月に三重県・滋賀県の関係2市11町の間で「近江八幡員弁線国道昇格期成同盟会」が設立され（会長：八日市市長、副会長：大安町長・永源寺町長）、1981年（昭和56年）4月30日に一般国道421号が指定された。このときに県道桑名北勢線も国道421号に指定された。
旧道にあたる、かつての石槫峠区間は、通行車両に制限がかかった狭隘区間で、夏場から紅葉時期にかけての行楽シーズン中は通過に2時間以上かかることもよくあったといわれる。2008年（平成20年）9月2日の豪雨によってこの区間が通行止めとなって以降、三重県いなべ市大安町石榑（白龍神社入口）から滋賀県東近江市杠葉尾町（神崎橋）までの区間は国道として災害復旧されることなく、2011年（平成23年）3月26日の石榑トンネルが開通したのちに市道としていなべ市に移管された。

### 年表
- 1954年（昭和29年）
  - 1月20日 - 建設省（現・国土交通省）が主要地方道八幡員弁線（滋賀県蒲生郡八幡町 - 三重県員弁郡員弁町）を指定。
  - 3月31日 - 滋賀県蒲生郡八幡町が近隣4村を合併し市制、福岡県八幡市（現・北九州市）との区別で近江八幡市となった。
  - 9月6日 - 滋賀県が主要地方道近江八幡員弁線を認定。
- 1955年（昭和30年）3月8日 - 三重県が主要地方道近江八幡員弁線を認定。
- 1970年（昭和45年）7月 - 石榑峠が江勢道路として開通する[9]。
- 1982年（昭和57年）4月1日 - 滋賀県道320号・三重県道3号近江八幡員弁線の大部分[13][14]と三重県道5号桑名北勢線[14]の一部をもって一般国道421号（桑名市 - 近江八幡市）として指定施行[15]。三重県道5号桑名北勢線の残存区間は1982年12月3日に三重県道5号北勢多度線へ編入、近江八幡員弁線の残存区間は1983年（昭和58年）3月22日に滋賀県道354号大津守山近江八幡線に編入された。
- 1995年（平成7年）3月23日 - 八日市市平田町（当時）- 近江八幡市末広町のバイパスが開通[16][17]。
- 2008年（平成20年）8月29日 - 桑名市上野交差点から星川交差点にかけての区間を三重県道63号星川西別所線と交換し、坂井橋交差点経由から西別所IC経由に変更[18]。
- 2011年（平成23年）3月26日 - 石榑峠道路が開通[2][19]。
- 2024年（令和6年）12月25日 - 大安ICアクセス道路（三重県いなべ市員弁町大泉新田 - 大安町高柳、3.5 km）が全線開通[20]。

## 路線状況
三重県内は全線にわたって2車線以上確保されており、特に桑名市の上野交差点から星川交差点にかけては4車線確保されており、東名阪自動車道の桑名ICの連絡路としての役割も果たしている。
滋賀県側では、東近江市永源寺政所町から相谷町にかけて大型車が離合困難となる区間もあるが、改良工事が進められている。東近江市杠葉尾町で八風街道と合流。愛知川に沿って旧八日市市を経由し、近江八幡市の武佐地区で国道8号に接続する。国道307号 - 終点の国道8号友定町交差点は、名神高速道路の八日市ICとの連絡路であることから、昼間の交通量は非常に多い。

### 別名

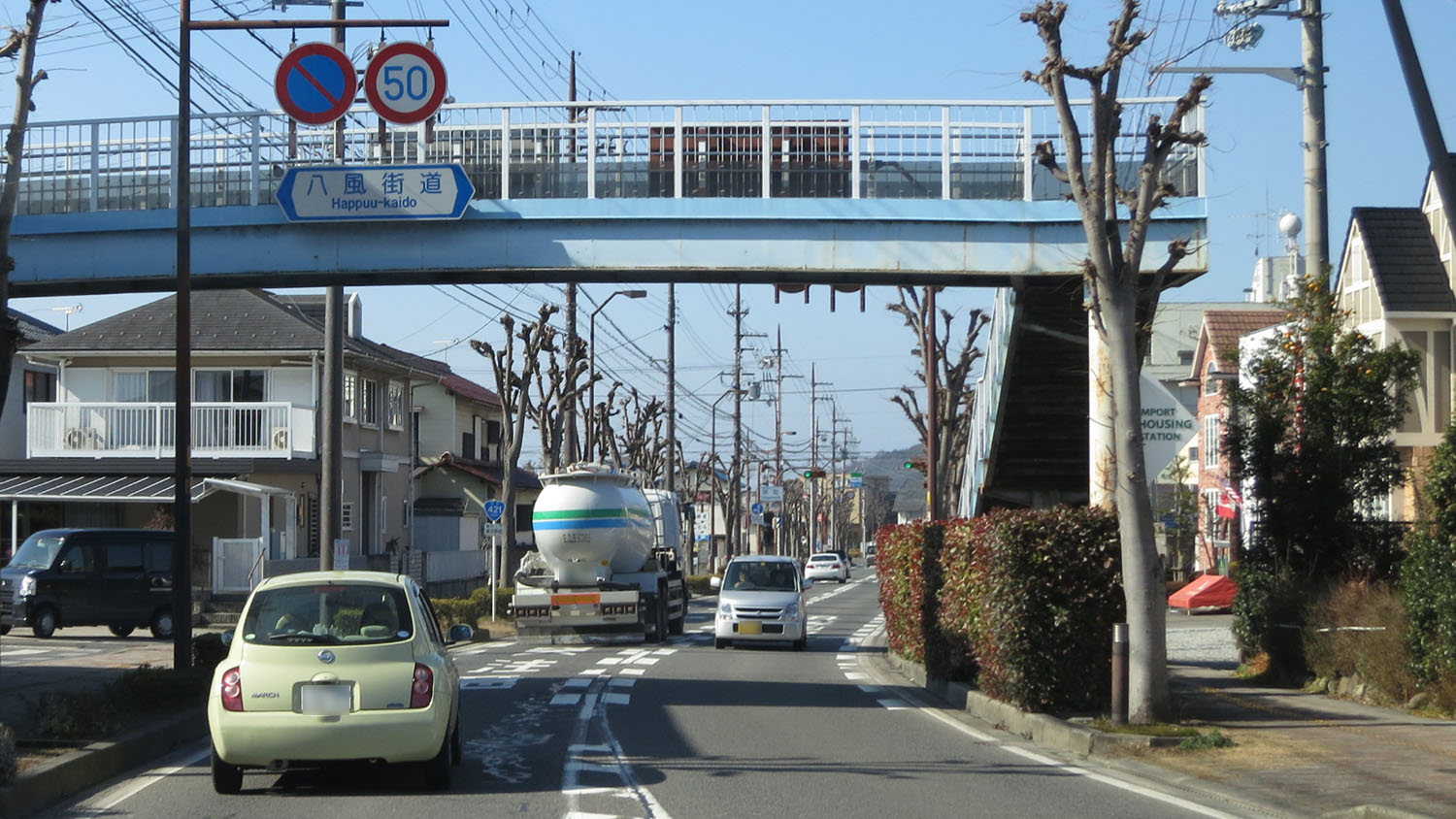
八風街道の標識
滋賀県東近江市栄町

- 八風街道（三重県いなべ市 - 滋賀県近江八幡市）

### 旧道（石槫峠）について
かつて、石槫峠の約2 km区間は車重2 t以下、車幅2 m以下の普通車両なら通行可能な狭隘路で、暗峠（国道308号）とならび近畿二大峠酷道として知られていた区間でもある。特に狭い区間は車幅が2 m以上ある大型車が進入できないように、峠の頂上付近の滋賀県側と三重県側の入り口2箇所にコンクリートブロックが置かれて道幅が狭められ、その側面には無数の傷痕が残されていた。また、ブロックの直前にはUターンできるスペースが設けられていた。例年12月初旬から翌年3月末までは冬期閉鎖とされていたが、現在では鈴鹿山脈を貫く石榑トンネルの開通により、道路が改良されて通行車両制限は解消されている。

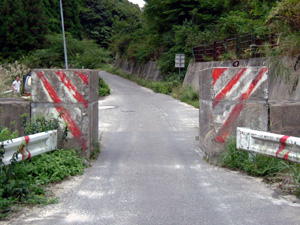
石榑峠コンクリートブロック（三重県側）を少し離れて見た様子（奥側がUターンスペース）
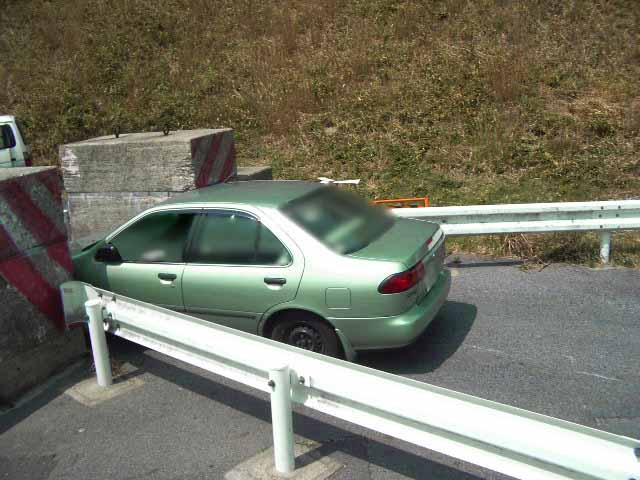
石榑峠コンクリートブロック（滋賀県側）を通行している車の様子。コンクリートブロックの側面には水平に付けられた筋状の傷が無数に見て取れる。

### 重複区間
- 国道258号（三重県桑名市大字上野・上野交差点 - 桑名市大字西別所・西別所IC）
- 国道365号（三重県いなべ市員弁町北金井 - いなべ市大安町高柳・三笠橋南詰交差点）

### 道路施設

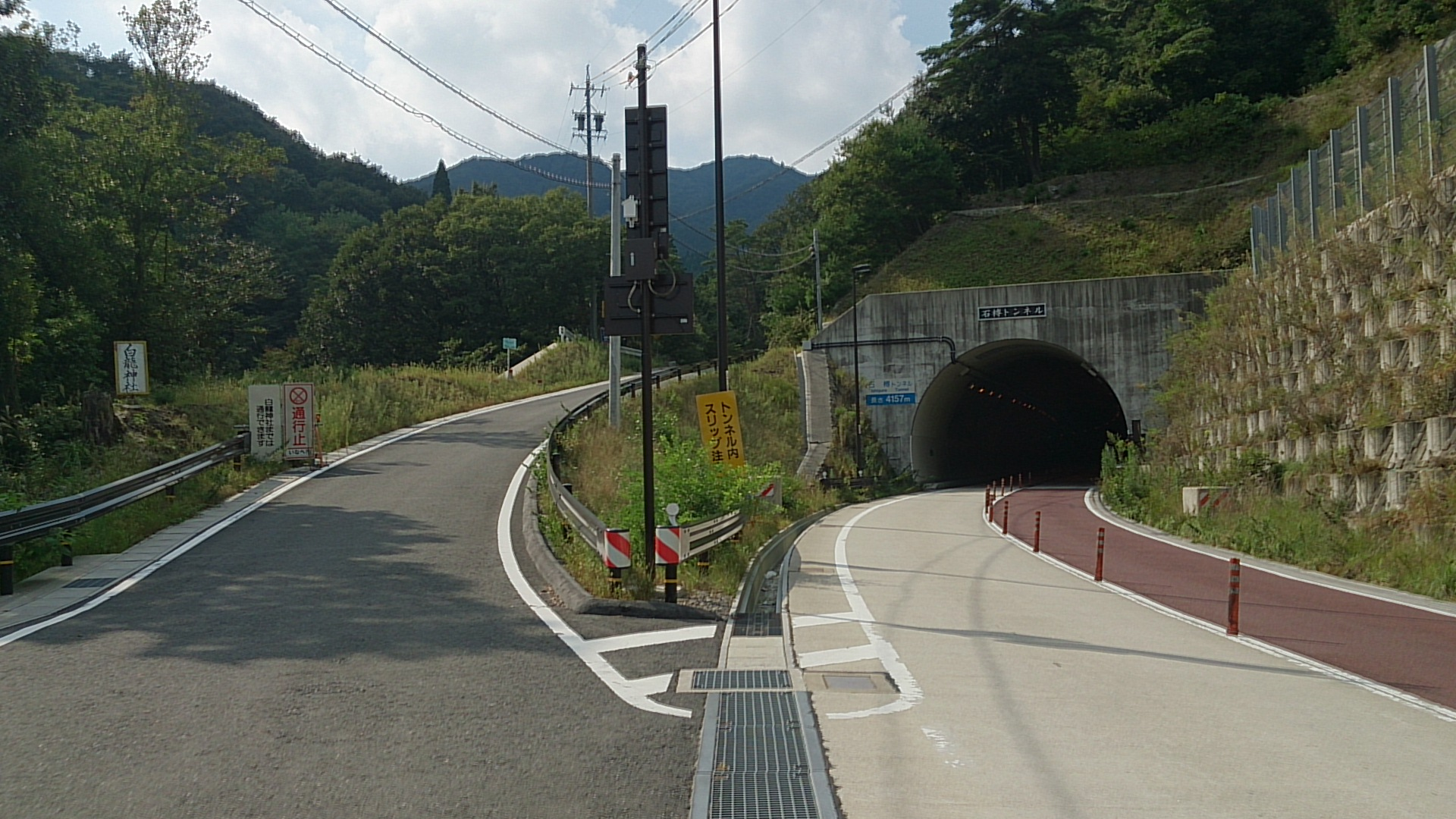
2011年3月に開通した石槫トンネル（三重県側、2014年9月撮影）

#### 橋梁
- 三重県
  - 嘉例川橋（嘉例川、桑名市）
  - 弁天橋（弁天川、桑名市 - 員弁郡東員町）
  - 松岡橋（戸上川、いなべ市）
  - いなべ大橋（員弁川、いなべ市）
- 滋賀県
  - 不老橋（愛知川、東近江市）
  - 神崎橋（神崎川、東近江市）
  - 佐目子谷橋（佐目子谷川、東近江市）
  - 新和南橋（和南川、東近江市）

#### トンネル
- 三重県
  - 石榑トンネル：延長4,157 m、2009年（平成21年）竣工、いなべ市 - 滋賀県東近江市
- 滋賀県
  - 佐目隧道：延長85 m、1968年（昭和43年）竣工、東近江市
  - 相谷隧道：延長139 m、1968年（昭和43年）竣工、東近江市
  - 相谷第一トンネル

#### 道の駅
- 滋賀県
  - 奥永源寺渓流の里（東近江市）

## 地理

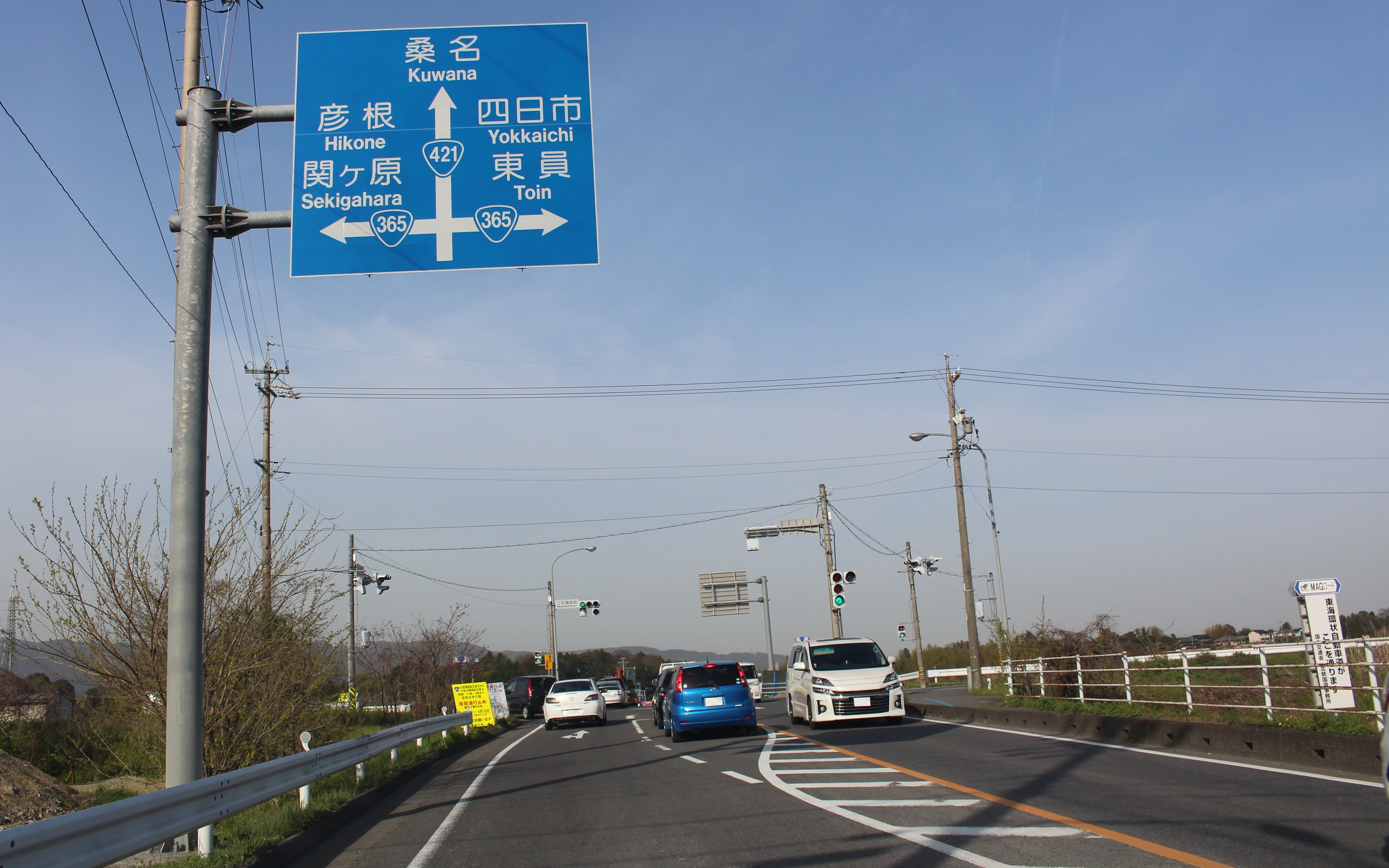
国道365号との三笠橋南詰交差点
三重県いなべ市大安町高柳

### 通過する自治体
- 三重県
  - 桑名市 - 員弁郡東員町 - いなべ市
- 滋賀県
  - 東近江市 - 近江八幡市

### 交差する道路
| 交差する道路                                                       | 都道府県名 | 市町村名   | 市町村名   | 交差する場所             | 交差する場所               |
| ------------------------------------------------------------------ | ---------- | ---------- | ---------- | ------------------------ | -------------------------- |
| 国道1号 三重県道401号桑名四日市線                                  | 三重県     | 桑名市     | 桑名市     | 相川町                   | 浅川交差点 / 起点          |
| 国道258号 重複区間起点 三重県道63号星川西別所線                    | 三重県     | 桑名市     | 桑名市     | 大字上野                 | 上野交差点                 |
| 国道258号 重複区間終点                                             | 三重県     | 桑名市     | 桑名市     | 大字西別所               | 西別所IC                   |
| E23 東名阪自動車道                                                 | 三重県     | 桑名市     | 桑名市     | 大字蓮花寺               | 29 桑名IC                  |
| 三重県道26号四日市多度線 重複区間起点 三重県道63号星川西別所線     | 三重県     | 桑名市     | 桑名市     | 大字星川                 | 星川交差点                 |
| 三重県道26号四日市多度線 重複区間終点                              | 三重県     | 桑名市     | 桑名市     | 大字星川                 | 星川西交差点               |
| 三重県道14号菰野東員線                                             | 三重県     | 員弁郡     | 東員町     | 大字穴太                 | 弁天橋西交差点             |
| 三重県道142号桑名東員線 重複区間起点                               | 三重県     | 員弁郡     | 東員町     | 大字穴太                 | 西之坪交差点               |
| 三重県道142号桑名東員線 重複区間終点                               | 三重県     | 員弁郡     | 東員町     | 大字山田                 | 笹尾入口交差点             |
| 三重県道611号大泉多度線 / バイパス 三重県道612号多度東員線         | 三重県     | 員弁郡     | 東員町     | 大字鳥取                 | 鳥取（沢）交差点           |
| 三重県道611号大泉多度線 重複区間起点                               | 三重県     | いなべ市   | いなべ市   | 員弁町岡丁田             | 岡丁田交差点               |
| 三重県道611号大泉多度線 重複区間終点                               | 三重県     | いなべ市   | いなべ市   | 員弁町松之木             |                            |
| 三重県道9号四日市員弁線                                            | 三重県     | いなべ市   | いなべ市   | 員弁町大泉新田           | 大泉新田交差点             |
| 国道365号 重複区間起点 三重県道9号四日市員弁線 重複区間起点        | 三重県     | いなべ市   | いなべ市   | 員弁町北金井             |                            |
| C3 東海環状自動車道                                                | 三重県     | いなべ市   | いなべ市   | 大安町高柳               | 19 大安IC                  |
| 国道365号 重複区間終点 三重県道9号四日市員弁線 重複区間終点        | 三重県     | いなべ市   | いなべ市   | 大安町高柳               | 三笠橋南詰交差点           |
| 三重県道140号四日市菰野大安線                                      | 三重県     | いなべ市   | いなべ市   | 大安町石榑（いしぐれ）東 | 石榑下交差点               |
| 国道306号                                                          | 三重県     | いなべ市   | いなべ市   | 大安町石榑南             | 石榑北交差点               |
| 滋賀県道34号多賀永源寺線                                           | 滋賀県     | 東近江市   | 東近江市   | 政所町                   |                            |
| 滋賀県道188号相谷原杣線                                            | 滋賀県     | 東近江市   | 東近江市   | 永源寺相谷町             |                            |
| 滋賀県道188号相谷原杣線 滋賀県道508号中里山上日野線 重複区間起点   | 滋賀県     | 東近江市   | 東近江市   | 山上町                   | 山上小学校前交差点         |
| 滋賀県道189号甲津畑山上線 滋賀県道508号中里山上日野線 重複区間終点 | 滋賀県     | 東近江市   | 東近江市   | 山上町                   |                            |
| 国道307号                                                          | 滋賀県     | 東近江市   | 東近江市   | 岡田町                   | 御園交差点                 |
| 滋賀県道46号八日市蒲生線                                           | 滋賀県     | 東近江市   | 東近江市   | 林田町                   | 林田町交差点               |
| E1 名神高速道路 滋賀県道327号湖東八日市線                          | 滋賀県     | 東近江市   | 東近江市   | 中小路町                 | 八日市IC交差点 29 八日市IC |
| 滋賀県道13号彦根八日市甲西線 重複区間起点                          | 滋賀県     | 東近江市   | 東近江市   | 八日市野々宮町           | 野々宮町交差点             |
| 滋賀県道13号彦根八日市甲西線 重複区間終点                          | 滋賀県     | 東近江市   | 東近江市   | 八日市清水3丁目          | 清水三丁目交差点           |
| 滋賀県道208号小脇西生来線                                          | 滋賀県     | 東近江市   | 東近江市   | 小脇町                   | 小脇町交差点               |
| 滋賀県道168号下羽田市辺線                                          | 滋賀県     | 東近江市   | 東近江市   | 市辺町                   |                            |
| 国道8号 滋賀県道26号大津守山近江八幡線                             | 滋賀県     | 近江八幡市 | 近江八幡市 | 友定町                   | 友定町交差点 / 終点        |

### 交差する鉄道
- 関西本線
- 近鉄名古屋線
- 三岐鉄道北勢線
- 三岐鉄道三岐線
- 近江鉄道本線
- 近江鉄道八日市線

### 沿線
- 近鉄名古屋線 益生駅（三重県桑名市）
- 三岐鉄道北勢線 星川駅（同）
- サンシパーク（同）
- いなべ市役所員弁庁舎（三重県いなべ市）
- グリーンプラザ大安（イオン大安店）（同）
- 永源寺ダム（滋賀県東近江市）
- 永源寺（同）
- 近江鉄道八日市線
  - 市辺駅 - 平田駅（同）

## ギャラリー

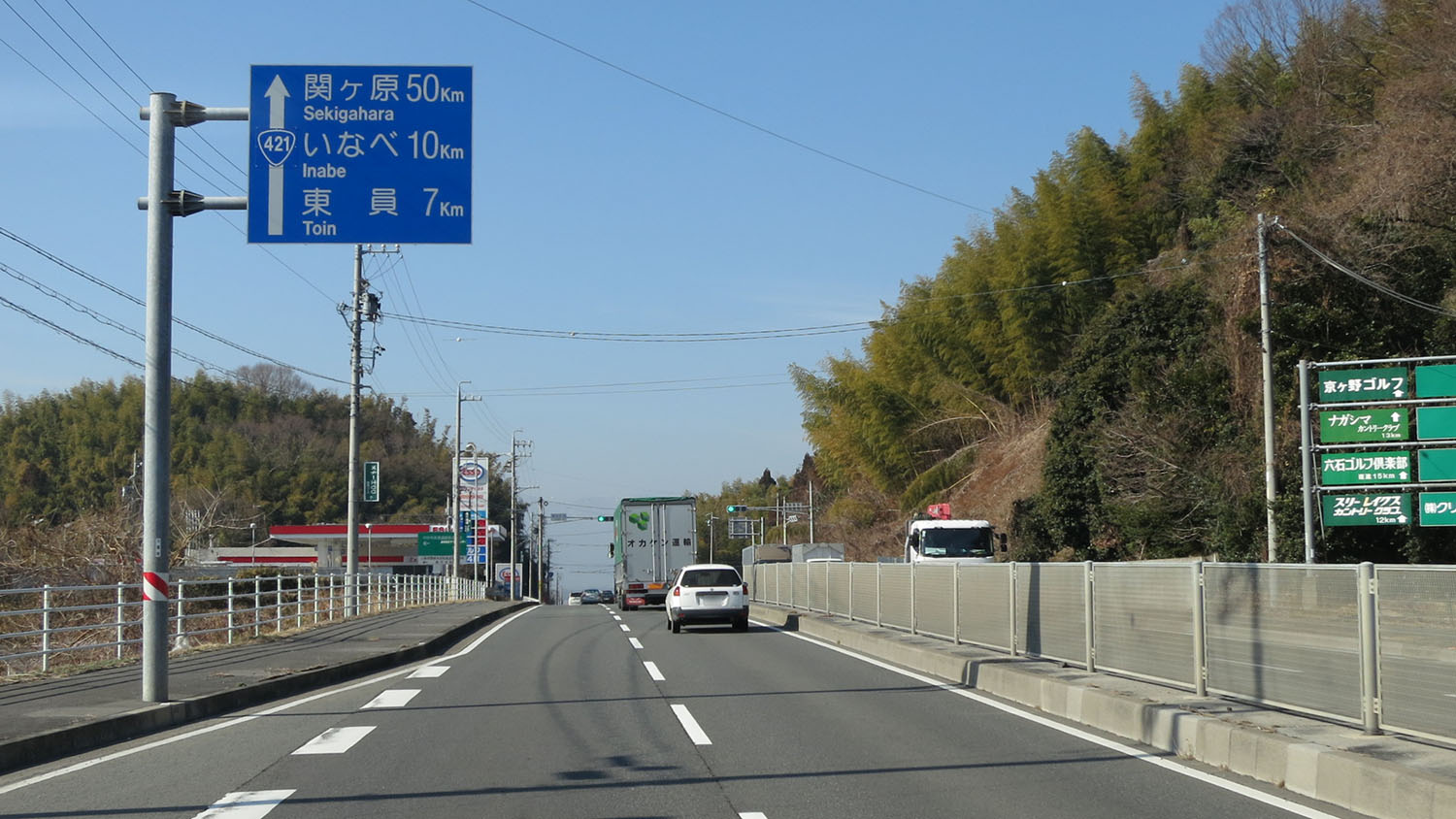
桑名市内のバイパス区間 三重県桑名市大字蓮花寺
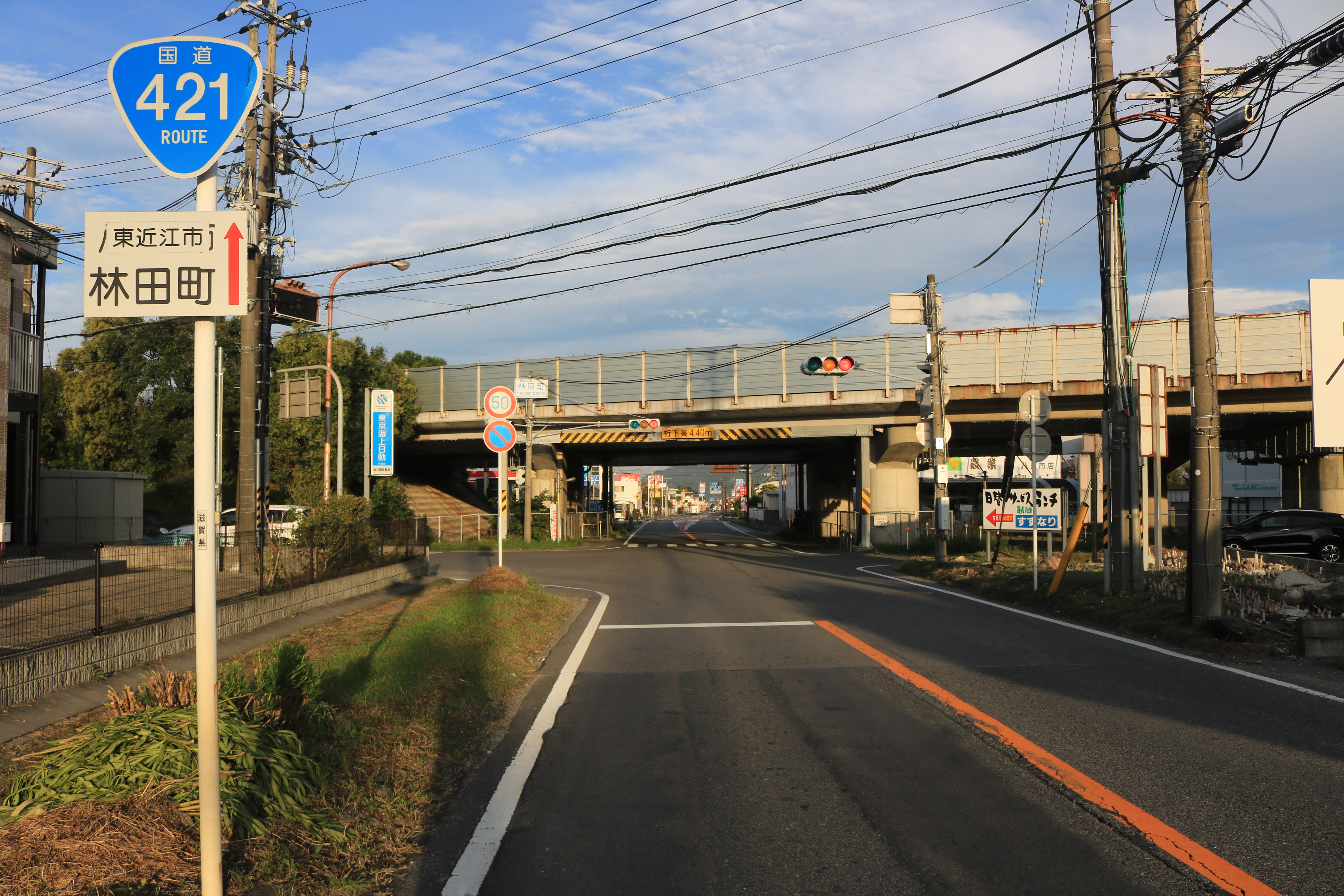
滋賀県東近江市林田町
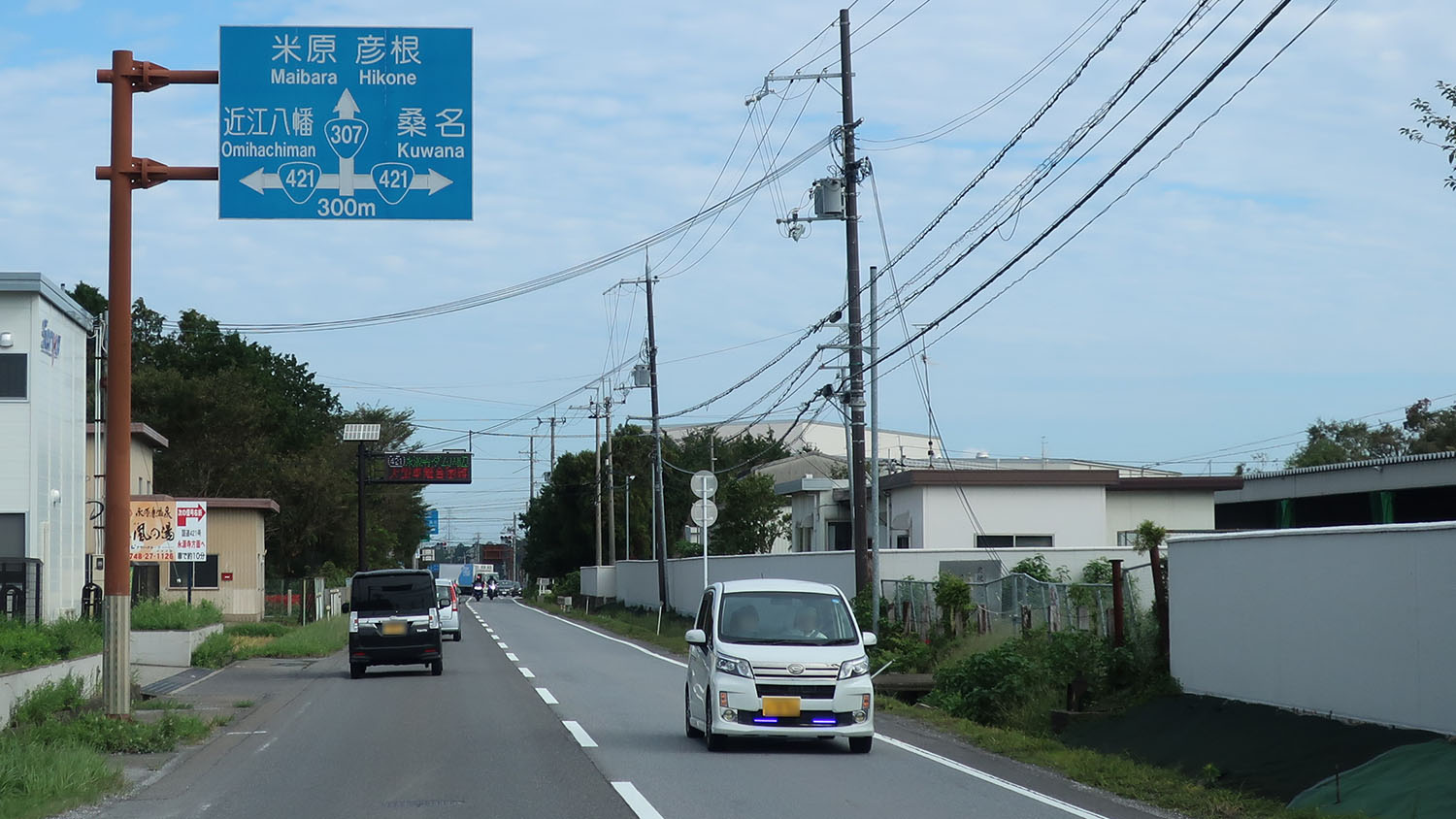
国道307号との交差 滋賀県東近江市御園町